# Cesarò
Cesarò é uma comuna italiana da região da Sicília, província de Messina, com cerca de 2.815 habitantes. Estende-se por uma área de 214 km², tendo uma densidade populacional de 13 hab/km². Faz fronteira com Alcara li Fusi, Bronte (CT), Capizzi, Caronia, Cerami (EN), Longi, Maniace (CT), Militello Rosmarino, San Fratello, San Teodoro, Troina (EN).

## Demografia
| Variação demográfica do município entre 1861 e 2011                               |
|                                                                                   |
| Fonte: Istituto Nazionale di Statistica (ISTAT) - Elaboração gráfica da Wikipedia |